# Iperita (pintura)

Iperita es una pintura de Jan Theuninck.
La pintura se realizó en el año 2004 con acrílico sobre lienzo de 70x100 cm. 
La obra representa el terror de la guerra química y los miles de muertos en el campo de batalla.
Iperita es un tipo de agente químico utilizado como arma de guerra.